# Heyvand
Heyvand (persiska: هيوند, شاهیوند, Shāhīvand) är en ort i Iran.   Den ligger i provinsen Ilam, i den västra delen av landet, 500 km sydväst om huvudstaden Teheran. Heyvand ligger 902 meter över havet och antalet invånare är 172.
Terrängen runt Heyvand är kuperad österut, men västerut är den bergig.Runt Heyvand är det ganska glesbefolkat, med 39 invånare per kvadratkilometer. Närmaste större samhälle är Lūmār, 5,2 km öster om Heyvand. Omgivningarna runt Heyvand är i huvudsak ett öppet busklandskap.